# Marie-Claire Restoux
Marie-Claire Restoux (* 9. April 1968 in La Rochefoucauld) ist eine ehemalige französische Judoka.
Ihre größten sportlichen Erfolge feierte sie Mitte der 1990er Jahre, als sie in der Kategorie bis 52 Kilogramm zweimal Weltmeisterin (1995 und 1997) und bei den Olympischen Sommerspielen 1996 in Atlanta Olympiasiegerin wurde.
Nach Beendigung ihrer sportlichen Laufbahn übernahm sie eine zentrale Funktion im Bewerbungskomitee der Stadt Paris für die Olympischen Sommerspiele 2012. Im Juli 2002 folgte sie in der französischen Regierung Jean-François Lamour im Amt des technischen Beraters für Jugend und Sport.

## Erfolge
Olympische Spiele
- 1996: Olympiasiegerin (-52 kg)

Weltmeisterschaften
- 1995: Weltmeisterin (-52 kg)
- 1997: Weltmeisterin (-52 kg)
- 1999: Bronzemedaille (-52 kg)

Europameisterschaften
- 1996: Bronzemedaille (-52 kg)
- 1997: Bronzemedaille (-52 kg)
- 1998: Bronzemedaille (-52 kg)